# Douaumont
Douaumont korábbi község Franciaországban, Meuse megyében. Lakosainak száma 4 fő (2018. január 1.). Douaumont Bezonvaux, Bras-sur-Meuse, Fleury-devant-Douaumont, Louvemont-Côte-du-Poivre, Ornes és Vaux-devant-Damloup községekkel határos.
2019. január 1-jén Vaux-devant-Damloup korábbi községgel egyesült és az így létrejött Douaumont-Vaux új község része lett.

## Népesség
A település népességének változása:
| Lakosok száma | 12   | 8    | 7    | 6    | 7    | 8    | 8    | 7    | 7    | 4    |
|               | 1968 | 1975 | 1982 | 1999 | 2006 | 2011 | 2013 | 2016 | 2017 | 2018 |